# Hodžići (Vareš, BiH)
Hodžići su naseljeno mjesto u općini Vareš, Federacija Bosne i Hercegovine, BiH.

## Stanovništvo

### 1991.
Nacionalni sastav stanovništva 1991. godine, bio je sljedeći:
ukupno: 174
- Muslimani - 168
- Jugoslaveni - 6

### 2013.
Nacionalni sastav stanovništva 2013. godine, bio je sljedeći:
ukupno: 181
- Bošnjaci - 180
- ostali, neopredijeljeni i nepoznato - 1